# Gerhard Siegmann
Gerhard Siegmann (* 1911 in Bad Münder am Deister; † 1989) war ein deutscher Architekt der Moderne, der in der Zeit nach dem Zweiten Weltkrieg vor allem in Berlin und auch in anderen deutschen Städten tätig war.

## Leben
Siegmann studierte an der Technischen Hochschule Stuttgart und an der Technischen Hochschule Berlin bei Heinrich Tessenow und Hans Poelzig Architektur und erwarb 1945 sein Diplom. Er hatte sich in der Studienzeit bereits mit der Grundsatzfrage einer Minimierung städtischer Wohnräume beschäftigt, d. h. mit der Errichtung von Kleinstwohnungen in Hochhäusern.
Bereits 1945 wurde in Neu Fahrland bei Potsdam sein erstes großes Wohnhaus realisiert, Siegmann machte sich danach als freischaffender Architekt selbstständig. In den folgenden Jahren bearbeitete er Verkehrsaufgaben in Kiel und Hamburg und beschäftigte sich mit damals wichtigen Problemen, die mit dem Erhalt oder dem Wiederaufbau vieler zerstörter Gebäude zusammenhingen, wie seine 1949 veröffentlichte Studie Zur Wiederverwendbarkeit von Fundamenten kriegszerstörter Wohnhäuser in Kreuzberg zeigt.

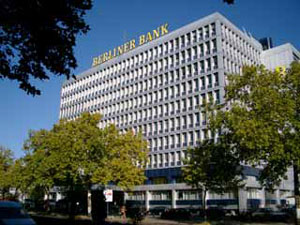
Hauptgebäude der Berliner Bank in der Hardenbergstraße

Als in Berlin-Charlottenburg ein Architekturwettbewerb zur Errichtung eines Bankgebäudes für die Berliner Bank in der Hardenbergstraße ausgeschrieben worden war, erhielt Siegmann für seinen Entwurf in modern-kubischem Stil den ersten Preis. Er wurde auch mit der Ausführungsplanung und der künstlerischen Oberleitung für die Errichtung des Gebäudes betraut. Die Ausstattung der Schalterhalle und der Büros mit funktionalen Möbeln wurde ebenfalls nach seinen Plänen vorgenommen. In den Folgejahren erfolgten an dem Gebäude Erweiterungs- und Umbauarbeiten, die nicht mehr auf dem Entwurf von Siegmann fußen.
Weitere Arbeiten von Siegmann wie die Ausarbeitung einer städtebaulichen Lösung „Rund um den Zoo“ in Berlin (Architekten des BDA äußern sich 1949 zu den Plänen der Bauverwaltung des Magistrats – veröffentlicht in „Bauwelt“ 34/1949) und seine Pläne zum Bau von Wohnhäusern für die Bausparkasse Wüstenrot wurden von den jeweiligen Auftraggebern angekauft.
Siegmann wurde 1957 anlässlich der Interbau die Koordinierung der Arbeiten der Teilnehmer aus aller Welt bei der Neubebauung des Hansaviertels übertragen. Gemeinsam mit Klaus Müller-Rehm konnte er auch einen eigenen Bauplan umsetzen.
Außer den architektonischen Arbeiten beschäftigte sich Siegmann auch mit Designentwürfen von kompletten minimalistischen Innenausstattungen (z. B. Kochwagen, Kochschränke, Schlafkojen) und zeichnete visionäre Vorstellungen zu Autos, Weltraumstationen, Wüstencamps.

## Werk (unvollständig)
- 1945: Wohnhaus in Neu Fahrland
- 1951: Gebäude der Berliner Bank in Berlin, Hardenbergstraße
- 1955–1957: Wohnhochhaus, sogenanntes „Giraffenhaus“, im Berliner Hansaviertel, Klopstockstraße 2 (Ausführung durch Bauunternehmer Hermann Schäler)[2][3]